# Plataforma Unitaria
La Plataforma Unitaria Democrática (por sus siglas PUD) es una alianza política opositora venezolana integrada por la sociedad civil, sindicatos, militares retirados, los partidos políticos y los diputados de la Asamblea Nacional electos para el período 2016-2021. Esta coalición política nace como consecuencia de que el Tribunal Supremo de Justicia inhabilitó a la coalición política de la Mesa de la Unidad Democrática (MUD) en enero de 2018 y anuló su participación en las elecciones presidenciales de mayo de 2018.

## Historia
El 21 de abril de 2021, el político opositor Juan Guaidó presentó un documento sobre una nueva alianza de la oposición denominada Plataforma Unitaria, que integro la sociedad civil, sindicatos, militares retirados, los partidos políticos y los diputados de la Asamblea Nacional electos para el período 2016-2021. con características más incluyentes y más amplia. A finales de junio de 2021, el Consejo Nacional Electoral (CNE) rehabilitó a la Mesa de la Unidad Democrática (MUD) como partido político de carácter nacional con el fin de participar en las elecciones regionales.
El 31 de agosto de 2021, la MUD se reintegró en el panorama electoral venezolano con el apoyo de la Plataforma Unitaria, pero con el uso de la tarjeta de la MUD y la coalición es rehabilitada por parte del CNE y los partidos políticos pertenecientes al Frente Amplio Venezuela Libre con la intención de participar en las Elecciones regionales realizadas el 21 de noviembre del mismo año.

## Integrantes
Los siguientes nueve partidos forman parte de la Plataforma Unitaria:
| Partido político | Partido político | Partido político                                        | Siglas | Fundación | Definición política            | Afiliación internacional          |
| ---------------- | ---------------- | ------------------------------------------------------- | ------ | --------- | ------------------------------ | --------------------------------- |
|                  |                  | Acción Democrática                                      | AD     | 1941      | Socialdemocracia               | Internacional Socialista          |
|                  |                  | La Causa Radical                                        | LCЯ    | 1971      | Socialdemocracia / Laborismo   |                                   |
|                  |                  | Voluntad Popular                                        | VP     | 2009      | Socialdemocracia / Progresismo |                                   |
|                  |                  | Primero Justicia                                        | PJ     | 2000      | Humanismo / Progresismo        | Internacional Demócrata de Centro |
|                  |                  | Comité de Organización Política Electoral Independiente | COPEI  | 1946      | Democracia cristiana           | ODCA                              |
|                  |                  | Convergencia                                            | CVG    | 1993      | Conservadurismo                | ODCA (observador)                 |
|                  |                  | Encuentro Ciudadano                                     | EC     | 2018      | Socioliberalismo               | Unión Internacional Demócrata     |
|                  |                  | Proyecto Venezuela                                      | PRVZL  | 1998      | Liberalismo conservador        | Unión Internacional Demócrata     |
|                  |                  | Mesa de la Unidad Democrática                           | MUD    | 2008      | Atrapalotodo                   |                                   |

## Resultados

### Regionales y municipales
| Elección | Municipales | Municipales | Municipales | Regionales | Regionales       | Regionales   |
| Elección | Votos       | % de votos  | Alcaldes    | Votos      | % de votos       | Gobernadores |
| -------- | ----------- | ----------- | ----------- | ---------- | ---------------- | ------------ |
| 2021     | Sin datos   | Sin datos   | 63/335      | 2 139 543  | \| \| 26.24 % \| | 2/23         |
|          | 26.24 %     |             |             |            |                  |              |

#### Elecciones regionales extraordinarias
| Elección | Regionales | Regionales          | Regionales | Regionales       | Regionales   |
| Elección | Estado     | Candidato           | Votos      | % de votos       | Gobernadores |
| -------- | ---------- | ------------------- | ---------- | ---------------- | ------------ |
| 2022     | Barinas    | Sergio Garrido (AD) | 174 430    | \| \| 55.34 % \| | 1/1          |
|          | 55.34 %    |                     |            |                  |              |

### Presidenciales
|  | 43.18 % |

|  | 67.04 % |

## Elecciones primarias de la Plataforma Unitaria

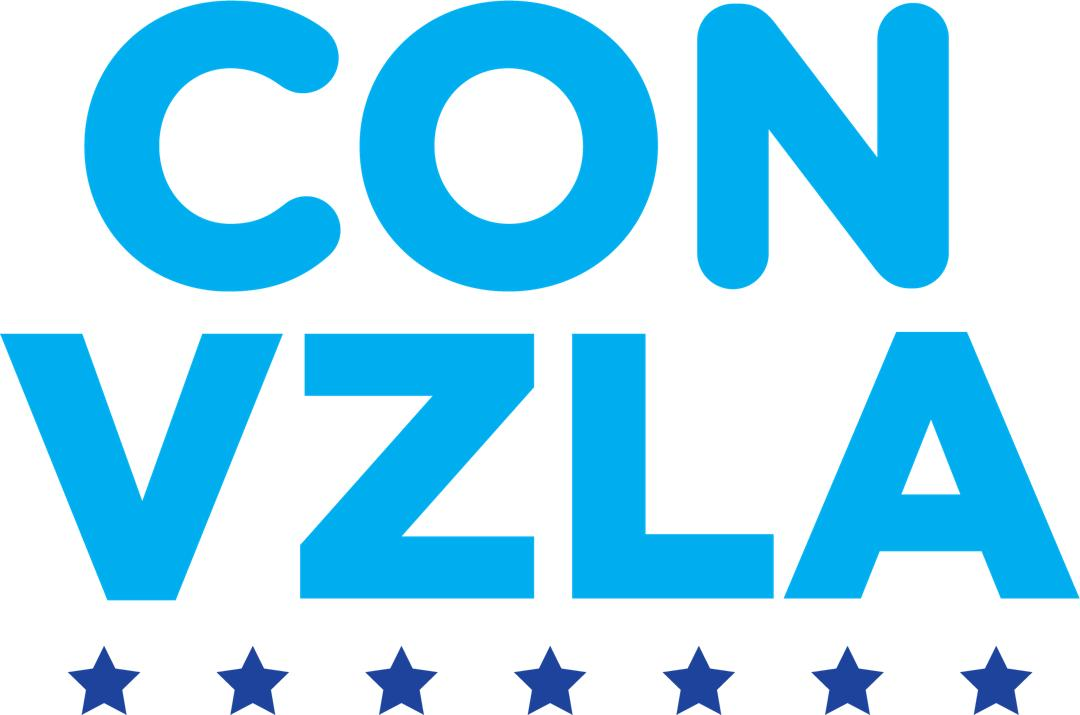
Logo del Comando de Campaña ConVZLA.

Realizadas el 22 de octubre de 2023 en las cuales resultó elegida la candidata María Corina Machado (la cual pesa una inhabilitación) para representar a la Plataforma Unitaria en las elecciones presidenciales de 2024. Tras su inhabilitación política el 26 de enero. 

## Elecciones presidenciales de 2024
El 26 de marzo de 2024 el CNE confirmó de manera oficial la inscripción de dos candidatos opositores de la Plataforma Unitaria con Edmundo González y Un Nuevo Tiempo con Manuel Rosales.
El 18 y 19 de abril la Plataforma Unitaria efectúa reuniones con María Corina Machado, Edmundo González y Manuel Rosales en virtud de definir la candidatura oficial de la oposición. Finalmente la PUD eligió a Edmundo González como candidato definitivo a las elecciones presidenciales de 2024.

## Enlace exterior
- www.primariaexteriorve.com (enlace roto disponible en Internet Archive; véase el historial, la primera versión y la última).
- Plataforma Unitaria reacciona tras sentencias del TSJ - 27Ene2024

- Datos: Q108674849